# هیزل داگلاس
هیزل داگلاس (انگلیسی: Hazel Douglas؛ ‏ ۲ نوامبر ۱۹۲۳ – ۸ سپتامبر ۲۰۱۶) بازیگر اهل بریتانیا بود. وی بین سال‌های ۱۹۴۷ تا ۲۰۱۶ میلادی فعالیت می‌کرد.
از فیلم‌ها یا مجموعه‌های تلویزیونی که وی در آن‌ها نقش داشته است، می‌توان به سه‌گانه بازی‌های گرسنگی، بده من بده من بده من، تئاتر یکشنبه شب، پوآرو، گروه آی‌تی، تلفات، صورت، بدو چاقالو بدو، آلباتروس، افسر آزادی مشروط و هری پاتر و یادگاران مرگ – قسمت اول اشاره نمود.